# 小林春男
小林 春男（こばやし はるお、1911年3月4日 - 2005年9月21日）は、日本の経営者。八十二銀行頭取を務めた。長野県出身。

## 経歴
1937年に九州帝国大学法文学部経済学科を卒業。東洋拓殖、大蔵省での勤務を経て、1951年に八十二銀行に入社し、常任監査役に就任。
1967年に取締役に就任し、1969年に常務を経て、1973年5月に副頭取に就任し、1975年12月に頭取に昇格。1989年6月から会長を務めた。
1981年11月に勲三等瑞宝章を受章し、1990年4月に勲二等瑞宝章を受章。
2005年9月21日心不全のために死去。94歳没。